# Avalonhalvön

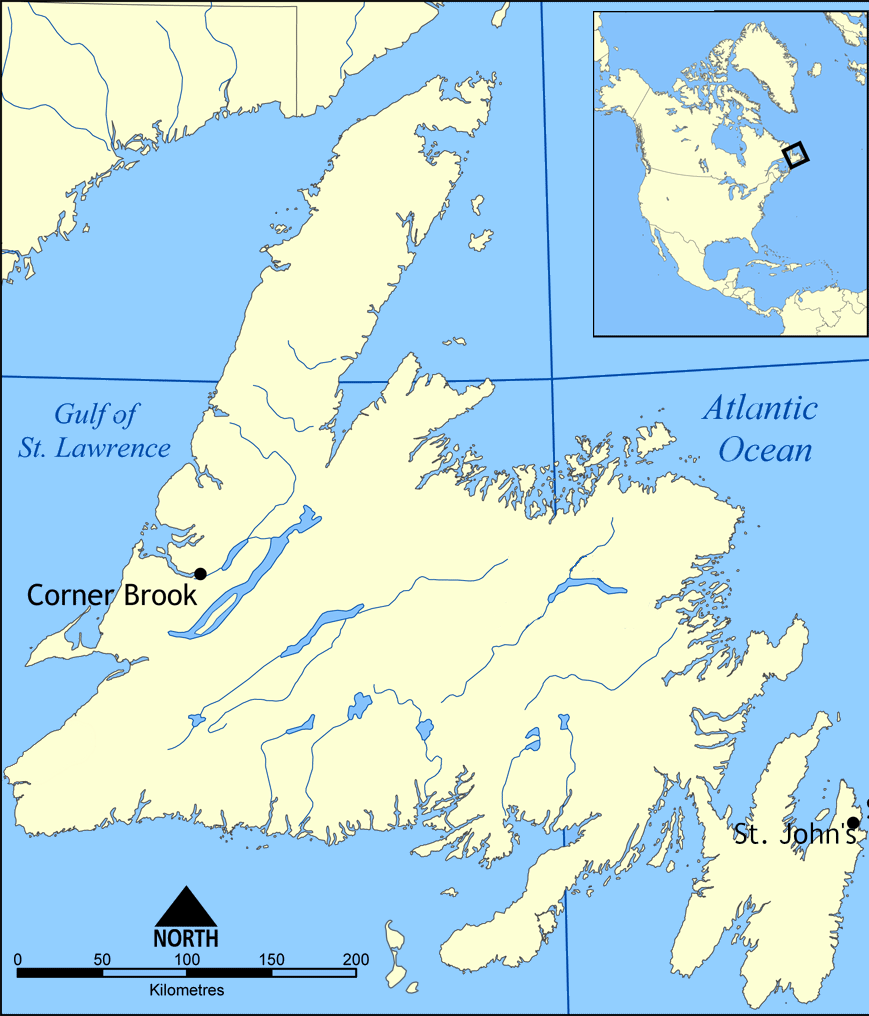
Avalonhalvön, en halvö i sydöstra Newfoundland med huvudorten St. John's

Avalonhalvön är en halvö på sydöstra Newfoundlandön i Kanada.  Den förbinds med huvudön av en sex kilometer bred landtunga mellan Placentinabukten och Trinitybukten. På halvön bor huvuddelen av Newfoundlands befolkning. St. John's, Newfoundland och Labradors huvudstad är belägen på halvön. Halvön är nära beläget ett viktigt fiskeområde och fiskeindustrin har varit viktig.

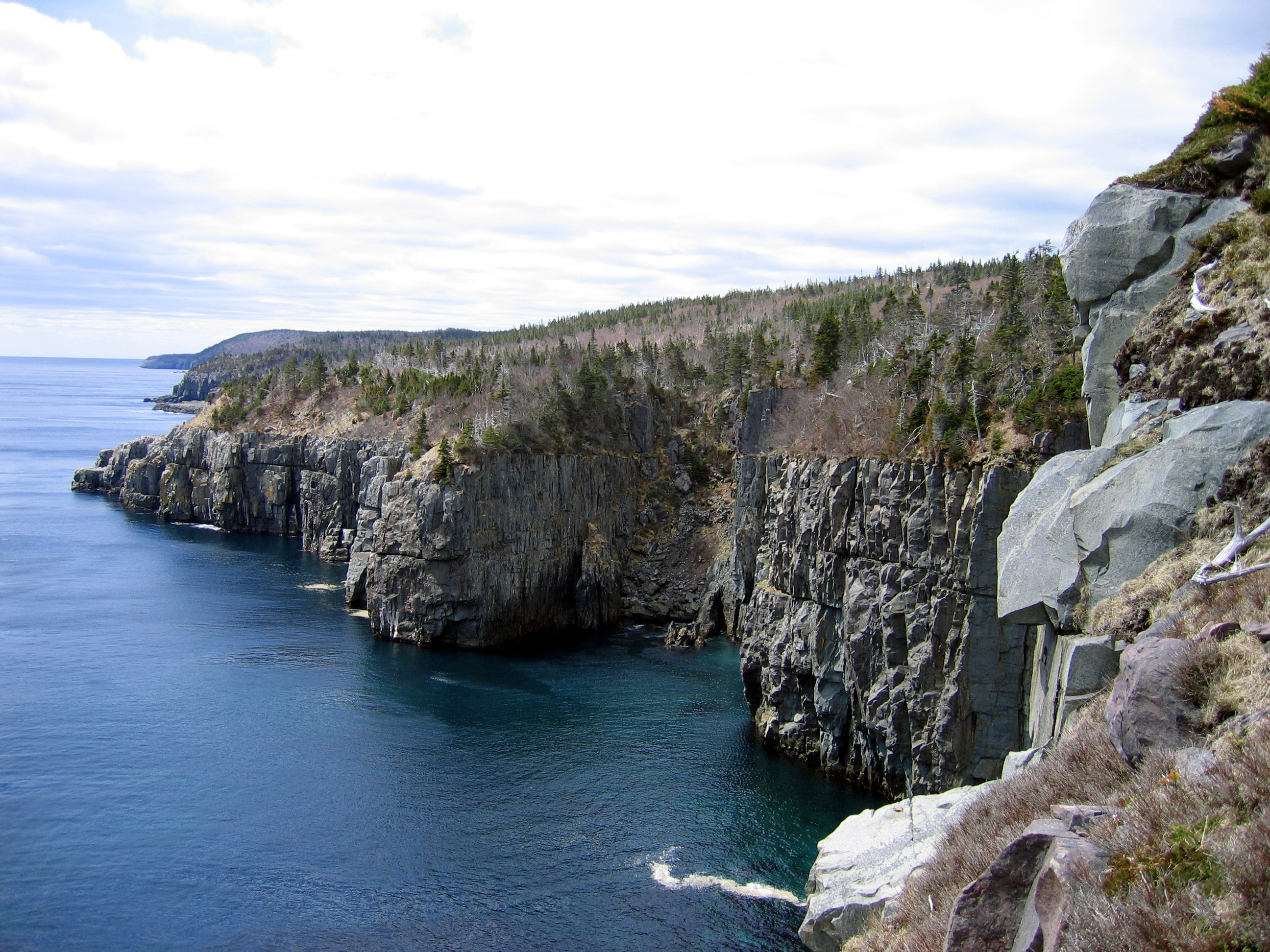
Shoal Bay